# Slanke wikke
Slanke wikke (Vicia tetrasperma subsp. gracilis, synoniem: Vicia parviflora, Vicia gracilis) is een eenjarige plant uit de vlinderbloemenfamilie (Leguminosae oftewel Fabaceae). De soort staat op de Nederlandse Rode lijst van planten als zeer zeldzaam en matig afgenomen. Het aantal chromosomen is 2n = 14. Slanke wikke is onder andere te onderscheiden van vierzadige wikke doordat de steel van de bloeiwijze veel langer is het bijbehorende steunblad en het blad vier tot acht blaadjes draagt, bij de laatste soort is de steel gelijk aan het steunblad en draagt het blad zes tot zestien blaadjes.
De plant wordt 15-70 cm hoog en heeft vrijwel kale stengels. De bladeren zijn geveerd met twee of drie (soms tot zes) paar lijnvormige, tot 2,5 cm lange deelblaadjes met een spitse top.
Slanke wikke bloeit van mei tot in augustus met blauwachtig witte tot lichtroze, 0,4-0,9 cm grote bloemen. De bloemen zitten met één tot vijf in een lang gesteelde tros. De steel van de bloeiwijze wordt tot 8 cm lang, veel langer dan het draagblad.
De bruine, 0,9-1,7 cm lange peulen kunnen behaard of kaal zijn en bevatten drie tot acht zaden. Het bijna ronde zaad is 1,75 mm lang en 1,5 mm breed.

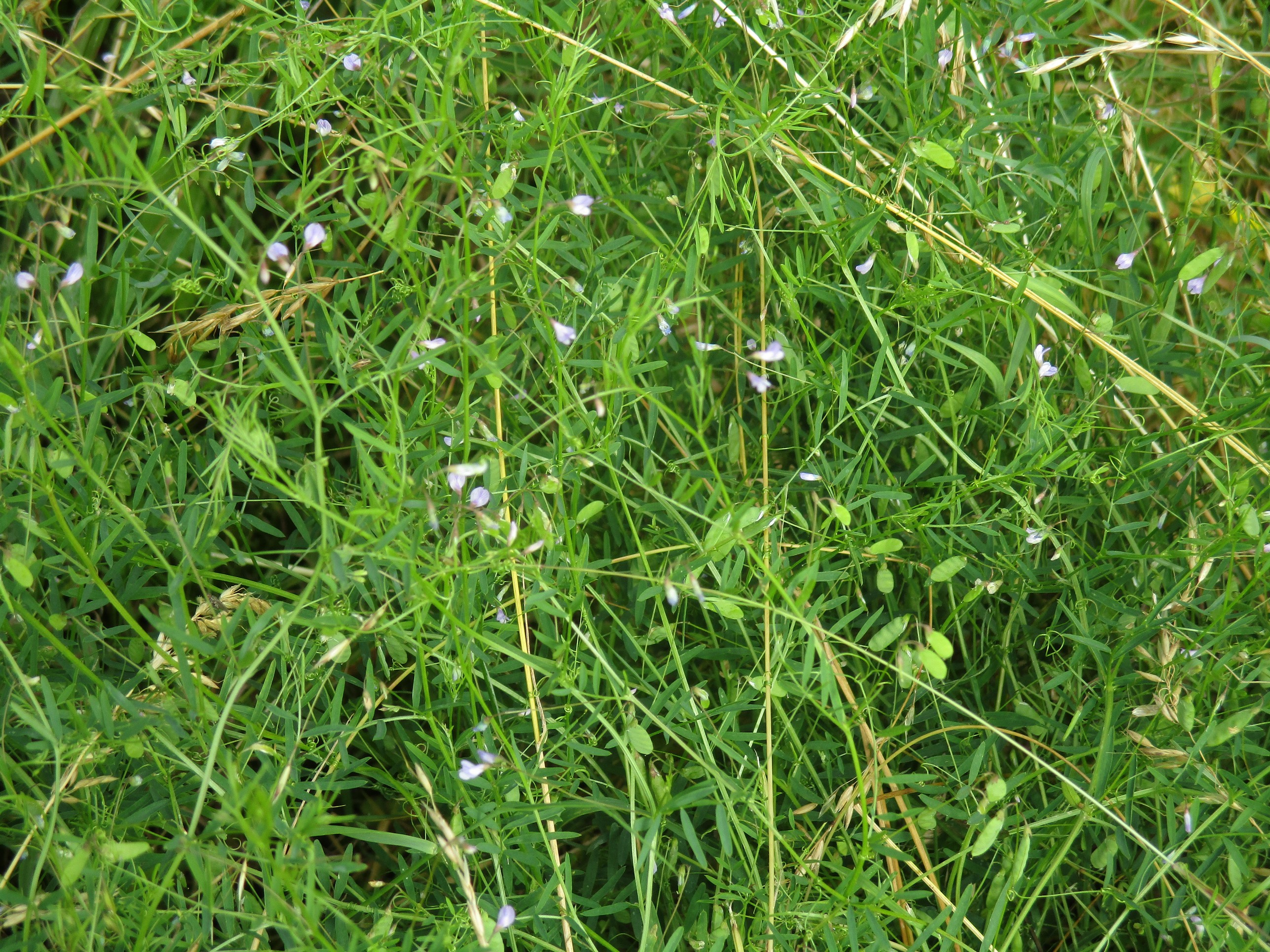
Plant
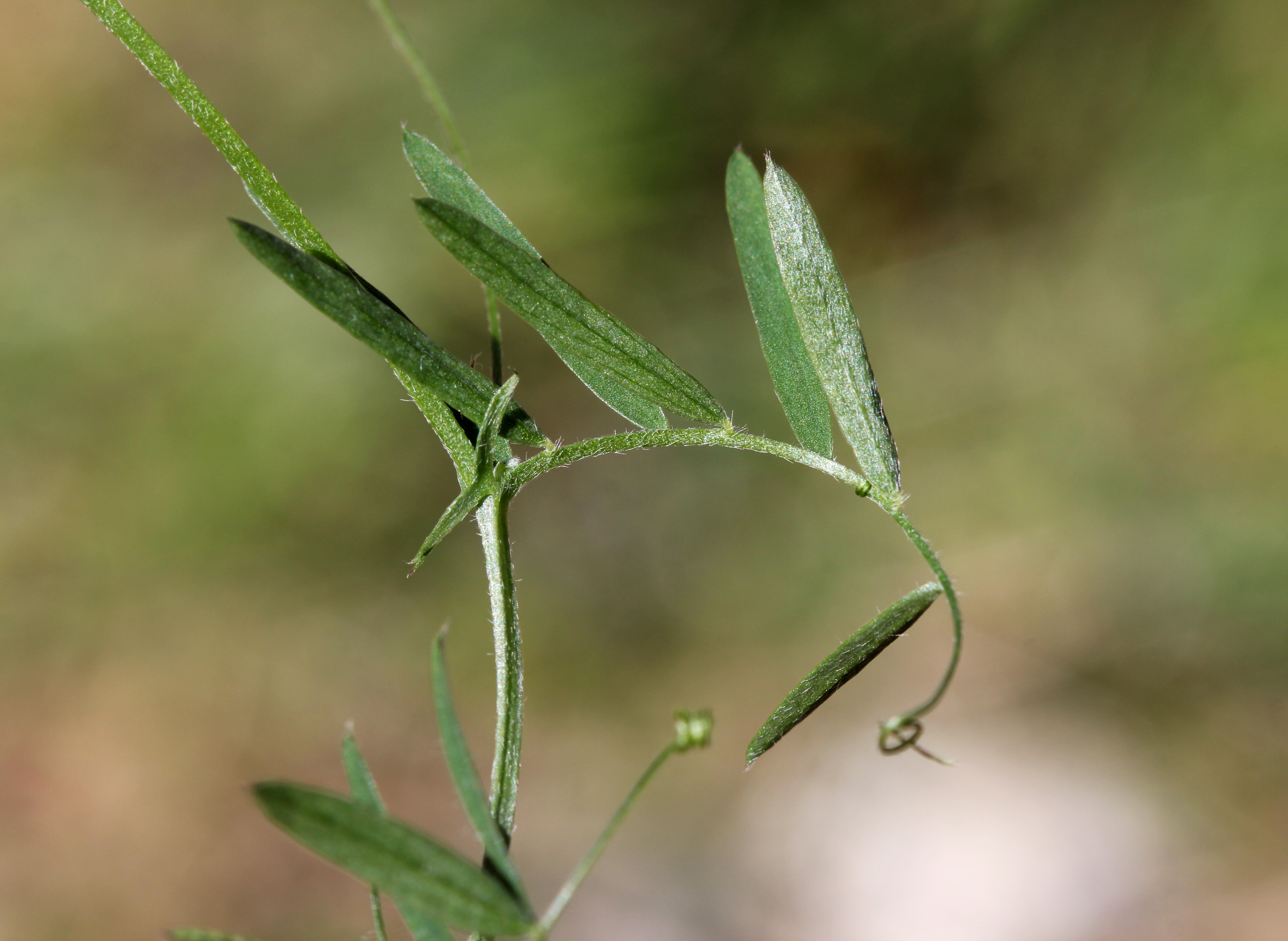
Blad
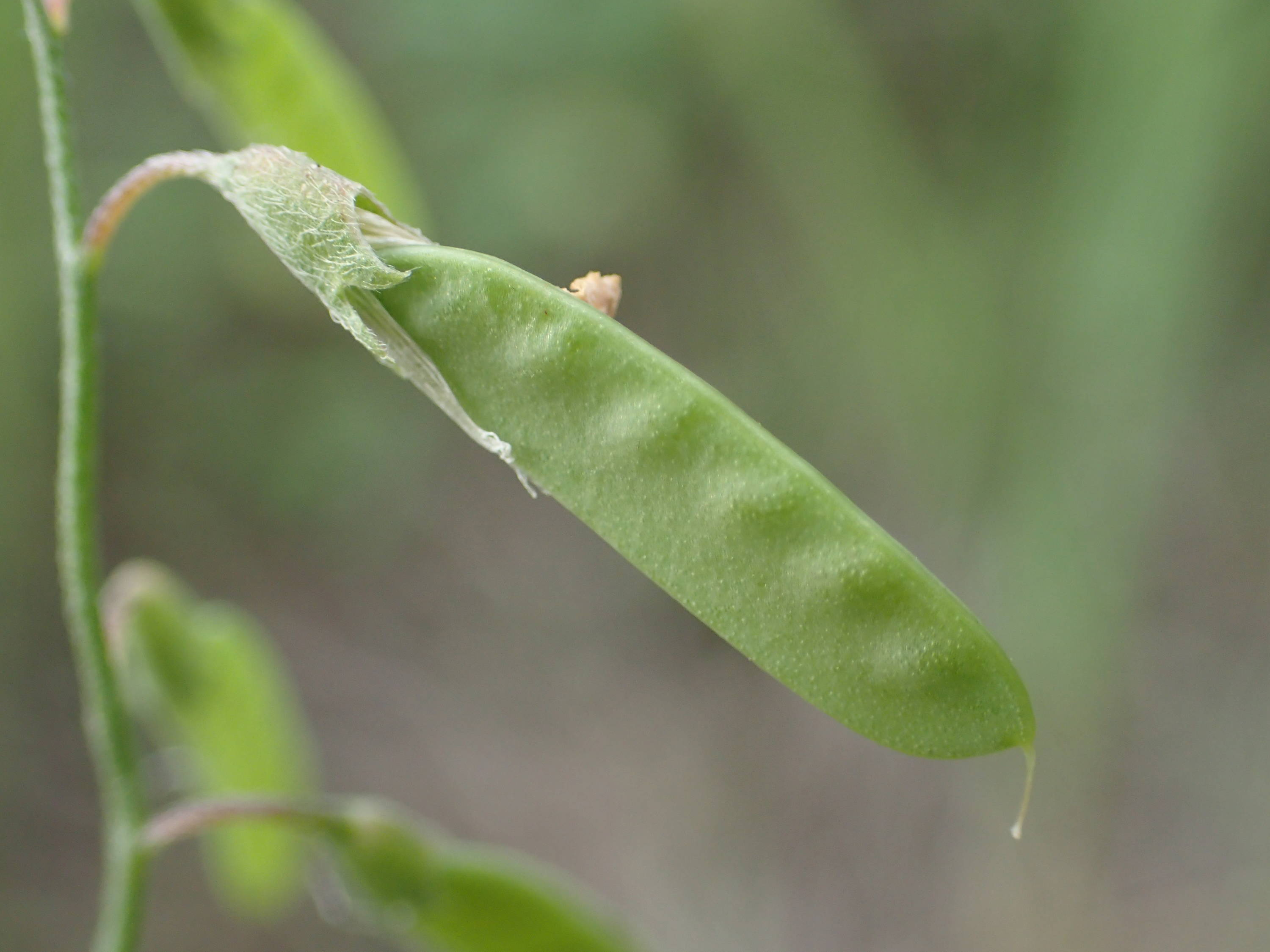
Peul
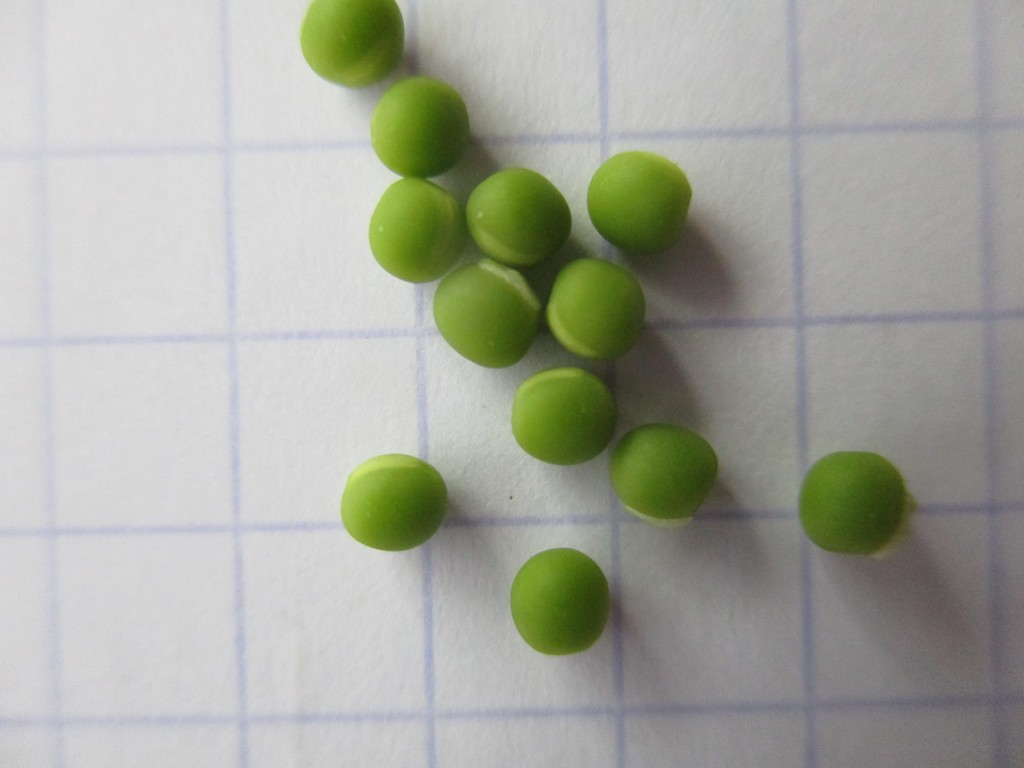
Zaden

## Ecologie en verspreiding
Slanke wikke staat op zonnige, open, warme, vochtige, zonnige, matig voedselrijke, zure tot zwak basische, matig stikstofrijke, vaak kalkhoudende löss-, leem of zandige kleibodems. Ze groeit in kalkrijke graanakkers, in bermen en op paden, in heggen en struwelen, op kanaaldijken en dijk- en spoorwegtaluds. De noordoostgrens van het Europese deel van het areaal op het vasteland loopt door Nederland. De plant is zeer zeldzaam in het Estuariumdistrict en in Zuid-Limburg (nog aanwezig?) en elders ook zeer zeldzaam. De achteruitgang van deze soort is te wijten aan verbeterde zaadschoning, eutrofiëring en het gebruik van herbiciden. De soort was vroeger vooral een akkerplant.